# 福格特兰县
福格特兰县（德語：Vogtlandkreis）是德国萨克森州西南部的一个县，首府为普劳恩，2008年由原福格特兰县和普劳恩合并而成。总面积为1412.42平方千米，截至2020年总人口为225,997人。